# 東雲節
「東雲節」、「しのゝめ節」（しののめぶし）、別名「ストライキ節」（ストライキぶし）は、端唄、浮世節、ないし、演歌とされる、明治後期の1900年ころから流行した流行歌（はやりうた）のひとつ。一般的には、作詞者、作曲者は不詳とされ、歌詞にも様々な異同があるが、横江鉄石と添田唖蝉坊（不知山人）による「ストライキ節」を元に、廃娼運動を反映したとされる歌詞から「東雲節」の名が成立したものとされる。

## 代表的な歌詞
代表的な歌詞一連は、以下の通り。歌い出しの「何をくよくよ川端柳」という言い回しは都々逸で広く知られたものであり、一説にはその原型は高杉晋作が作ったとも伝えられている。

何をくよくよ川端柳

　焦がるるなんとしょ

水の流れを見て暮らす

　東雲のストライキ

　さりとはつらいね

　　てなこと仰いましたかね

## 「ストライキ節」
添田唖蝉坊は著書の中で、横江鉄石とこの曲を作った際に、先行した「ドンドン節」を原型としたと述べているが、息子の添田さつきは、歌詞は唖蝉坊のもので、曲は「パツパよかちよろ」を踏まえたものとしている。
唖蝉坊はまた、「私たちのはストライキの事実があっての作ではなく、自廃で飛び出すことをストライキと仮に表現したのであった」としており、「後年、東雲楼の娼妓がストライキをやったのでこの歌ができたといはれたり、それにも名古屋説と熊本説があったりしたのは面白いことだ」とも述べている。

### 代表的な歌詞
添田さつきが添田唖蝉坊作として紹介した歌詞：

自由廃業で廓は出たが

　ソレカラ、ナントショ

行き場ないので屑拾い

　ウカレメのストライキ

　サリトハ、ツライネ

　　テナコト

　　オツシヤイマシタカネ

## 名古屋の事件に由来するとする説
歌詞の内容については、名古屋で起きた廃娼運動に関わる事件に由来するとする説が広く流布している。
そのひとつは、東雲（しののめ）という名の娼妓が廓を脱出した一件を歌ったものとする説であり、もうひとつは東雲楼という廓で娼妓のストライキがあったとする説である。前者については、娼妓の東雲が、アメリカ人宣教師の助力を得て退楼したなどとされる。後者については、名古屋旭新地（中村遊廓）の東雲楼でストライキがあったとされるが、当時の経営者であった川島勇次郎は、そのような事実はなかったと後に証言している。

## 熊本の事件に由来するとする説
1900年、全国的な廃娼運動は九州にも及び、熊本でも自由廃業を行うものが出てきたとき、熊本一と言われた二本木遊郭の妓楼「日本亭」（その直後に「東雲楼」と改称）の経営者であった中島茂七は、それに対処する上で中心的な役割を担った。その状況を受けて、「東雲」、「中島茂七」、（番頭だったとされる人物の名である）「斎藤」などを歌い込んだ風刺的な歌詞が成立したという。また別の説では、借金減額を求める娼妓たちの動きが東雲楼にあったともいう。

### 代表的な歌詞
内村ミスが紹介した歌詞：

花岡山から東雲みれば

　倒るるナントショ

金はなかしま（中島）　家も質（茂七）

　シノノメのストライキ

　さいと（斎藤）は、ツライネ

　　テナコト

　　オツシヤイマシタカネ